# Puštík brýlatý
Puštík brýlatý (Pulsatrix perspicillata) je velká tropická sova.

## Popis
Dorůstá přibližně 46 cm a váží asi 850 g. Má velmi charakteristické zbarvení, je většinou černohnědý se žlutohnědým břichem a nápadnou bílou kresbou na obličeji, která nápadně připomíná brýle, a tmavým zobákem se světlejším koncem. Obě pohlaví jsou si přitom zbarvením velmi podobná, mladí ptáci mají v porovnání s dospělcemi světlejší zbarvení zobáku.

## Výskyt
Po celý rok obývá zejména staré lesní porosty na území Střední a Jižní Ameriky v rozmezí od jižního Mexika a Trinidadu až po jižní Brazílii, Paraguay a severozápadní Argentinu. Ačkoli je v současné době stále zařazen mezi málo dotčené druhy, jeho populace je silně ohrožována zejména silným úbytkem jeho přirozeného biotopu.

## Chování
Vyskytuje se jednotlivě. Je aktivní v noci, požírá většinou savce a hmyz, loví však i netopýry a ptáky včetně menších druhů sov. Hnízdí ve stromových dutinách, kam klade obvykle 2 světlá vejce, na kterých sedí pouze samice přibližně po dobu 35 dnů.

## Chov v zoo
Puštík brýlatý je chován ve více než 70 evropských zoo, z toho takřka polovina se nachází ve Spojeném království. V Česku je tento druh k vidění ve třech zoo:
- Zoo Hodonín
- Zoo Praha
- Zoo Plasy

Na Slovensku byl na počátku roku 2020 chován v Zoo Bojnice a Zoo Košice.

### Chov v Zoo Praha
První jedinec v Zoo Praha je doložen již v 60. letech 20. století, konkrétně v letech 1966–1969. Další následoval v rozmezí let 1993 a 2008. Založení chovného páru v roce 2008 bylo odměněno úspěšným odchovem dvou mláďat v roce 2014. Tento odchov byl navíc první svého druhu v českých zoo. Na konci roku 2018 byl chován jeden pár.
Tento druh je k vidění ve voliérách u pavilonu tučňáků v dolní části zoo.